# Kreuz Installer
Die Kreuz Installer war ein von der Nobiskrug-Werft in Rendsburg als Seabex One gebautes Taucherbasisschiff. Das Schiff wurde 2022 in Alang/Indien abgewrackt.

## Geschichte
Das Schiff wurde 1980/1981 für das in Rendsburg ansässige Unternehmen Seabex gebaut. Die Kiellegung fand am 1. Oktober 1980, der Stapellauf am 1. März 1981 statt. Die Fertigstellung des Schiffes erfolgte am 18. Juni 1981.
Die Seabex One wurde mehrfach umbenannt. Dazu kamen mehrere grundlegende Umbauten, einschließlich einer Verlängerung und Verbreiterung im Jahr 1995.

## Beschreibung
Das Schiff war ursprünglich 104 Meter lang und 21 Meter breit. Es war mit 8.300 BRT und 2.490 NRT vermessen und verfügte über eine Tragfähigkeit von 2.100 tdw. Das Schiff kam unter deutscher Flagge in Fahrt (Rufzeichen: DJTK). Zuletzt fuhr es als Kreuz Installer unter der Flagge der Bahamas.
Das Schiff wurde 1995 umgebaut und dabei auf 129 Meter verlängert und Breite 24,6 Meter verbreitert. Es verfügt über ein 1.700 m² großes Arbeitsdeck, das mit 10 t/m² belastet werden kann, sowie ein Helipad, auf dem auch große Transporthubschrauber landen können.
Das Schiff verfügte ursprünglich über einen Kran auf der Backbordseite sowie einen Heckgalgen. Auf dem Heckgalgen waren vier Löschmonitore zur Brandbekämpfung installiert. Der Antrieb der Pumpen zur Versorgung der Löschmonitore erfolgte durch Gasturbinen. Später wurden der Kran sowie der Heckgalgen entfernt und das Schiff mit neuen Hebewerkzeugen ausgerüstet. Ein Hydralift mit 155/34 t Tragkraft und einer Auslage von 26 m sowie einen Liebherr-Kran mit 70/20 t Hubvermögen bei 25 m Auslage befinden sich auf der Steuerbordseite des Schiffes. Beide Krane können Lasten bis 300 m Wassertiefe befördern. Auf der anderen Schiffsseite befindet sich noch ein kleiner 5-t-Kran.
Das Schiff verfügte über einen dieselelektrisch Antrieb. Für die Stromerzeugung waren fünf Dieselaggregate von Krupp-MaK (Typ: 8M 332 AK) mit einer Leistung von jeweils 1.290 kW verbaut. Der Antrieb erfolgte über zwei Pleuger-Propellergondeln im Heckbereich des Schiffes. Zwei nicht einziehbare Pleuger-Propellergondeln im Burgbereich dienten dem Manövrieren des Schiffs. Die Propellergondeln wurden von Elektromotoren mit jeweils 1.100 kW im Bug- und jeweils 1.620 kW im Heckbereich angetrieben. Ursprünglich verfügte das Schiff noch über zwei Querstrahlsteueranlagen mit jeweils 600 kW Leistung im Bugbereich. Diese wurden beim Umbau des Schiffes durch je eine Querstrahlsteueranlage im Bug- und im Heckbereich mit jeweils 590 kW Leistung ersetzt. Außerdem wurde im Heckbereich eine weitere Propellergondel eingebaut, die von einem Elektromotor mit 1.550 kW Leistung angetrieben wird.
An Bord des Schiffes konnten 98 Personen in 50 Kabinen untergebracht werden. Im Notfall konnte das Schiff bis zu 500 Personen aufnehmen.

## Verwendung
Zur Hauptaufgabe des Schiffes gehörten Taucheinsätze und Unterwasserschweißungen an Ölplattformen. Diese konnten bis 450 m Tiefe ausgeführt werden. Um die ständige Dekompression für die Taucher zu vermeiden, befand sich an Bord ein in sich geschlossenes System, in dem die Taucher auf dem gleichen Druck lebten wie auf dem Meeresboden. Zu ihrem Einsatzort gelangten sie über eine Taucherglocke, die durch den Moonpool in der Schiffsmitte abgesenkt wurde. Zusätzlich half das Schiff bei Brandbekämpfungen und bei Evakuierungen. Durch die Ruderpropellerantriebe konnte das Schiff bei fast jedem Wetter unverankert seine Position halten. Dies war besonders beim Einsatz der Taucherkapsel wichtig.
Das Schiff konnte bis zu 36 Tage ununterbrochen auf See bleiben.

## Trivia
1983 brachte Graupner Modellbau ein Modell des Schiffes im Maßstab 1:75 auf den Markt, welches dem Bauzustand der Seabex One entspricht. Dieses hat, originalgetreu, vier Ruderpropeller, einen voll funktionsfähigen Kran und vier Feuerlöschmonitore am Heck.

## Sonstiges
Von Nobiskrug wurde 1981/1982 ein weiteres, auf dem gleichen Entwurf basierendes Taucherbasisschiff gebaut. Auftraggeber des unter der Baunummer 710 gebauten Schiffs war das norwegische Unternehmen Stolt-Nielsen. Das Schiff kam als Seaway Condor in Fahrt (IMO-Nr. 8111879). Dieses wurde jedoch aus Kostengründen nicht mit Ruderpropellergondeln, sondern mit einer konventionellen Antriebsanlage sowie leistungsstarker Querstromruder ausgerüstet. Dieses Schiff wurde 1984 zu einem Rohr- und Kabelleger umgebaut. Im Jahr 2006 wurde das Schiff verkauft und fuhr dann als Acergy Condor sowie ab 2013 als Seven Condor. 2018 wurde es in Aliağa verschrottet.
Ebenfalls wurde im März 1984 die Seacom (IMO-Nr.: 8213392) unter französischer Flagge für das Unternehmen Soc. Seacom in Fahrt gebracht. Gebaut von der Normed (Chantiers navals du Nord et de la Méditerranée), beruhte dieses Schiff ebenfalls auf der Seabex One und war mit dem gleichen Antriebskonzept ausgestattet. Im Dezember 1985 wurde das Schiff an Norcem verkauft und fuhr dann als Norskald. 1988 wurde es an Comex Subsea verkauft. Ab 1990 fuhr es als Seaway Osprey für Stolt-Nielsen, ab 2006 als Acergy Osprey und ab 2012 als Seven Osprey für Subsea 7. Es wurde ebenfalls 2018 in Aliağa verschrottet.